# Дрейтон, Томас
Томас Фенвик Дрейтон (англ. Thomas Fenwick Drayton) (24 августа 1809 — 18 февраля 1891) — американский плантатор, политик, управляющий железной дороги и бригадный генерал армии Конфедерации во время гражданской войны в США.

## Ранние годы
Дрейтон родился в Южной Каролине, по всей вероятности, в Чарлстоне. Он был сыном Уильяма Дрейтона, знаменитого юриста, полковника (участника войны 1812 года) и члена палаты представителей. В годы Таможенного кризиса 1832 года Уильям принадлежал к партии юнионистов, поэтому после того, как кризис завершился компромиссом, он переехала в Филадельфию, но Томас решил остаться в Чарлстоне.
В 1824 году Дрейтон поступил в военную академию Вест-Пойнт и окончил её в 1828 году, 28-м по успеваемости. В академии он был одноклассником будущего президента Конфедерации, Джефферсона Дэвиса. После академии Дрейтона направили в 6-й пехотный полк во временном звании второго лейтенанта. Он служил в Джефферсоновских казармах до 1830, затем в Ньюпортских казармах, а с 1832 по 1836 год находился на топографической службе. В 1836 году Дрейтон уволился из армии.
Он был избран в палату представителей штата Южная Каролина, где выступал за права штатов и рабство. В его личной собственности на плантации Фиш-Хилл находилось 102 раба, которые достались ему в виде приданого от жены. С 1853 по 1856 год он был президентом железнодорожной кампании «Charleston & Savannah Railroad».

## Гражданская война
Когда началась война, президент Конфедерации Джефферсон Дэвис присвоил Дрейтону звание бригадного генерала и в сентябре 1861 направил его в Порт-Рояль (Южная Каролина). Плантация Дрейтона находилась рядом, поэтому он использовал её в качестве штаба, и привлек всех своих рабов к строительству укреплений на острове Хилтон-Хед-Айленд.
В ноябре форты на Хилтон-Хед-Айленд подверглись нападению федерального флота. Среди федеральных кораблей присутствовал USS Pocahontas, которым командовал брат Дрейтона, Персиваль Дрейтон. Сын Томаса Дрейтона, лейтенант Уильям Дрейтон, так же сражался на стороне Конфедерации, обороняя форты. Произошло сражение при Порт-Рояль; после мощной бомбардировки оба форта были взяты штурмом 7 ноября.
В 1862 году Дрейтону было поручено командовать пехотной бригадой. Она была сформирована в марте 1862 года из южнокаролинских и джорджианских частей и состояла из пяти полков:
- 15-й Южнокаролинский пехотный полк
- 50-й Джорджианский пехотный полк
- 51-й Джорджианский пехотный полк
- Легион Филипса
- 3-й Джорджианский батальон

Бригада стала частью «правого крыла» Северовирджинской армии и перед Северовирджинской кампанией была включена в состав дивизии Дэвида Джонса. В составе этой дивизии бригада участвовала во втором сражении при Булл-Ран. Дрейтон командовал не очень удачно. 30 августа, когда вся дивизия Джонса пошла в наступление, бригада Дрейтона не сдвинулась с места. Джонс несколько раз повторил приказ, но бригада Дрейтона включилась в бой уже в самом его конце. Дрейтона не судили строго за эту неудачу, поскольку изначально подозревали, что он не справится  с командованием бригадой.
Когда началось сражение за перевалы Южных гор, бригада Дрейтона была послана Лонгстритом на помощь дивизии Дэниеля Хилла, которая обороняла оборонять ущелье Фокса. Бригада прибыла в ущелье в то время, когда уже была разбита бригада Самуэля Гарланда, и ещё держалась бригада Андерсона. У Дрейтона было 550 южнокаролинцев и 750 джорджианцев, он разместил из на Старой Шарпсбергской дороге за каменной стеной у дома Уайза. К его позициям вышла федеральная дивизия Уилкокса. Предполагая, что последует общая атака южан, Дрейтон двинул своих людей вперёд, но в итоге его бригада оказалась один на один с федеральной дивизией. Эта атака была отбита с тяжёлыми потерями. Отступив обратно за каменную стену, люди Дрейтона некоторое время удерживали позицию, но решительная атака 17-го мичиганского полка заставила отойти джорджианцев Дрейтона. Бригада ещё держалась на позиции, когда подошла свежая федеральная дивизия Стёрджиса, артиллерия которой быстро заставила отойти артиллеристов Дрейтона (батарею «Jeff Davis artillery»). После этого бригада не выдержала и стала отступать. Только 3-й южнокаролинский батальон Джорджа Джеймса остался на позиции: из его 160 человек выжили только 24.
Бригада Дрейтона была практически уничтожена. 3-й южнокаролинский батальон потерял 85% своего состава, 50-й джорджианский - три четверти, 51-й джорджианский - половину. Легион Филипса потерял 40% состава. Всего бригада потеряла 206 человек убитыми, 227 ранеными и 210 пленными.
15 сентября в 11:00 Дрейтон привел свою бригаду к Шарпсбергу, где дивизии Джонса было поручено оборонять правый фланг армии. Дрейтон занял позиции на холме к югу от города. Бригада Тумбса была выдвинута к Рорбахскому мосту, чтобы не дать противнику перейти его, а 50-й джорджианский полк из бригады Дрейтона был послан прикрыть правый фланг Тумбса. Когда мост был взят, его защитники отступили к Шарпсбергу. В 15:00 началось общее наступление дивизий IX федерального корпуса. Бригада Дрейтона была отброшена и противник вступил на окраины Шарпсберга, но фланговая атака «Лёгкой дивизии» генерала Хилла остановила федералов.
После завершения мэрилендской кампании Дрейтон был признан недостаточно компетентным командиром, и в конце ноября его решили отстранить от должности. Ле колебался несколько недель. Он уважал Дрейтона как джентльмена и друга и старался придумать наиболее мягкий способ отставки. Было решено распределить его полки по другим бригадам, а Дрейтону дать отпуск. Бригада была расформирована: 50-й и 51-й Джорджианское полки влились в бригаду Пола Семса, 15-й Южнокаролинский полк был включен к бригаду Джозефа Кершоу, Легион Филлипса перевели в бригаду Кобба. Всю реорганизацию постарались провести не привлекая внимания общественности. Эти ротации позволили высвободить несколько вирджинских полков и сформировать бригаду для Монтгомери Корсе.
В 1863 году Дрейтон был отправлен на запад, командовать бригадой в армии Стерлинга Прайса. Последние годы войны он провел на административных должностях, хотя в 1864 году недолго командовал дивизией.

## Послевоенная деятельность
После капитуляции армии Юга и прекращения войны Дрейтон переехал в округ Дули в Джорджии, где начал управлять плантацией. Его имущество было конфисковано, поэтому он переехал в Шарлотт (Северная Каролина) и зарабатывал на жизнь продажей страховок. н умер в городе Флоренс, Южная Каролина, в возрасте 81 года. Его похоронили на кладбище Эльмвуд в Шарлотте.
В память Дрейтона в 1985 году установлена мемориальная доска около Хилтон-Хед в округе Бьюфорт.